# USS Indiana (BB-58)
La USS Indiana (hull classification symbol BB-58) fu una nave da battaglia tipo dreadnought della United States Navy, entrata in servizio nel 1942 come seconda unità della classe South Dakota.
Attiva durante la seconda guerra mondiale, la nave fu trasferita poco dopo la sua entrata in servizio sul fronte dell'oceano Pacifico, prendendo parte a numerose operazioni belliche contro l'Impero giapponese: tra queste, la campagna delle isole Gilbert e Marshall, la campagna delle isole Marianne e Palau, la battaglia di Iwo Jima, la battaglia di Okinawa e i bombardamenti navali del Giappone.
Radiata dal servizio attivo nel settembre 1948, la corazzata fu infine cancellata dai registri della Marina nel giugno 1962 e venduta per la demolizione l'anno successivo.

## Storia

### Entrata in servizio e prime azioni

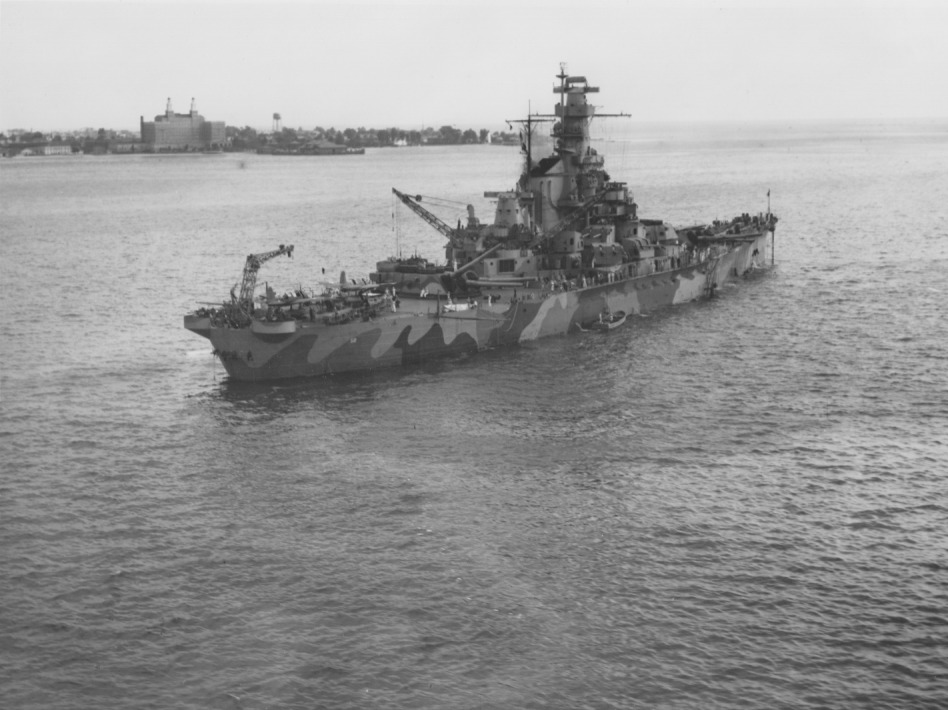
Veduta di poppa dell'Indiana ad Hampton Roads nel settembre 1942

Ordinata ai cantieri della Newport News Shipbuilding di Newport News in Virginia, la nave fu impostata il 20 novembre 1939 e quindi varata il 21 novembre 1941 con il nome di Indiana in onore dell'omonimo Stato federato; madrina del varo fu Margaret R. Robbins, figlia dell'allora governatore dell'Indiana Henry F. Schricker. La corazzata entrò ufficialmente in servizio il 30 aprile 1942, quando gli Stati Uniti erano ormai entrati nella seconda guerra mondiale; assegnata inizialmente alla Battleship Division 7 dell'Atlantic Fleet, la nave svolse esercitazioni e prove in mare al largo della East Coast fino alla fine di ottobre.
Visti i difficili scontri in corso a Guadalcanal che tenevano impegnate le forze statunitensi sul fronte del Pacifico, l'Indiana salpò da Hampton Roads il 9 novembre 1942 e, passato il canale di Panama, diresse a Tongatapu nelle isole Tonga dove arrivò il 28 novembre; la nave fu quindi riassegnata alla South Pacific Force per operare nel Pacifico meridionale, dirigendo quindi il 30 novembre alla volta della Nuova Caledonia per esercitarsi con le unità statunitensi della Task Force 64 (TF 64) già in zona. Tra il gennaio e il maggio 1943 la corazzata operò tra la Nuova Caledonia e Guadalcanal, impegnata più che altro in esercitazioni o missioni di scorta a distanza dei convogli di rifornimento statunitensi; gli unici contatti con il nemico in questo periodo si limitarono ad avvistamenti di aerei da ricognizione giapponesi. Alla fine di giugno l'Indiana scortò un gruppo di portaerei impegnato a sostenere l'invasione statunitense della Nuova Georgia, mentre alla fine di agosto accompagnò una forza di tre portaerei diretta a lanciare attacchi contro le postazioni giapponesi sull'isola Marcos. Il 21 ottobre la corazzata lasciò quindi il Pacifico meridionale e raggiunse Pearl Harbor nelle Hawaii.

### Dalle Gilbert alle Marianne

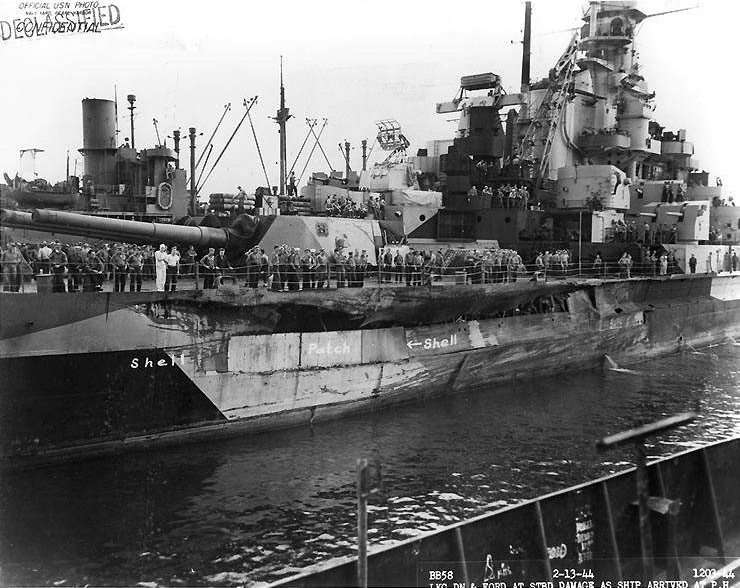
L'Indiana a Pearl Harbor il 13 febbraio 1944; notare sulla fiancata i danni riportati nella collisione con la Washington nella notte tra il 1º e il 2 febbraio precedenti

L'11 novembre 1943 l'Indiana fu assegnata all'operazione Galvanic, l'assalto anfibio statunitense all'arcipelago delle isole Gilbert; tra il 19 e il 23 novembre la nave fornì scorta e protezione antiaerea a un gruppo di portaerei durante gli sbarchi statunitensi a Tarawa, mentre l'8 dicembre impegnò i suoi cannoni di grosso calibro per bombardare insieme ad altre unità statunitensi le basi giapponesi su Nauru. Dopo un periodo passato più che altro a esercitarsi alle Nuove Ebridi, il 18 gennaio 1944 la corazzata diresse alle isole Ellice per unirsi alle altre unità della United States Fifth Fleet in vista dell'operazione Flintlock, l'attacco statunitense alle isole Marshall. Il 1º febbraio seguente l'Indiana impiegò i suoi grossi calibri nel bombardamento preliminare da parte della flotta dell'atollo di Kwajalein, poi preso d'assalto dai reparti anfibi statunitensi; nel corso dell'azione i pezzi secondari della corazzata contribuirono all'affondamento di alcune unità navali minori giapponesi sorprese nelle acque dell'atollo. Nella notte tra il 1º e il 2 febbraio, tuttavia, l'Indiana entrò in collisione a prua della sua catapulta di dritta con la nave da battaglia USS Washington, mentre le due unità, completamente oscurate, pattugliavano le acque a sud di Kwajalein: tra l'equipaggio dell'Indiana si contarono quattro morti e cinque feriti, mentre a bordo della Washington si ebbero tre morti e tre dispersi. L'inchiesta successiva addossò la responsabilità dell'incidente al comandante dell'Indiana, capitano James M. Steele, reo di non aver adeguatamente comunicato al resto della formazione un cambio di rotta eseguito dalla sua nave.

La corazzata in navigazione nel Pacifico nel gennaio 1944

La sera del 2 febbraio 1944 l'Indiana raggiunse la base avanzata di Majuro per eseguire le prime riparazioni d'emergenza; il 7 febbraio la nave salpò e raggiunse Pearl Harbor il 13 febbraio, dove fu messa in bacino di carenaggio per le riparazioni definitive, completate poi il 7 aprile seguente. La corazzata raggiunse quindi il 26 aprile la base di Manus in Nuova Guinea, tornando in forza alla Fifth Fleet; tra il 29 e il 30 aprile la corazzata scortò una formazione di portaerei statunitensi diretta ad attaccar la base giapponese di Truk nelle isole Caroline, mentre il 1° maggio seguente impiegò i suoi grossi calibri per bombardare insieme ad altre unità l'isola di Ponape, ritornando quindi a Majuro il 4 maggio.
Il 6 giugno 1944 l'Indiana salpò con il resto della Fith Fleet per partecipare alla campagna di conquista delle isole Marianne. Il 15 giugno la corazzata appoggiò con la sua artiglieria pesante lo sbarco statunitense a Saipan; durante l'azione la nave fu più volte attaccata da aerei giapponesi (almeno due dei quali furono abbattuti dalle sue artiglierie), venendo raggiunta da un siluro e da una bomba che tuttavia non esplosero. Tra il 19 e il 20 giugno l'Indiana partecipò alla battaglia del Mare delle Filippine, uno scontro principalmente aero-navale tra la flotta statunitense e quella giapponese; nel corso della battaglia la corazzata affrontò con le sue armi antiaeree vari attacchi dei velivoli giapponesi, sfuggendo a bombe e siluri nemici ma subendo l'impatto di un aerosilurante Nakajima B5N che, colpito dalla contraerea, si schiantò sul traverso di dritta senza tuttavia causare danni seri. Cinque uomini dell'equipaggio dell'Indiana rimasero feriti nella battaglia. Fino ai primi di agosto la corazzata continuò a incrociare nella zona delle isole Marianne, scortando i gruppi di portaerei e supportando i reparti a terra, per poi dirigere alla base avanzata di Eniwetok per un turno di riposo e rifornimento.

### Attacchi al Giappone e fine della guerra

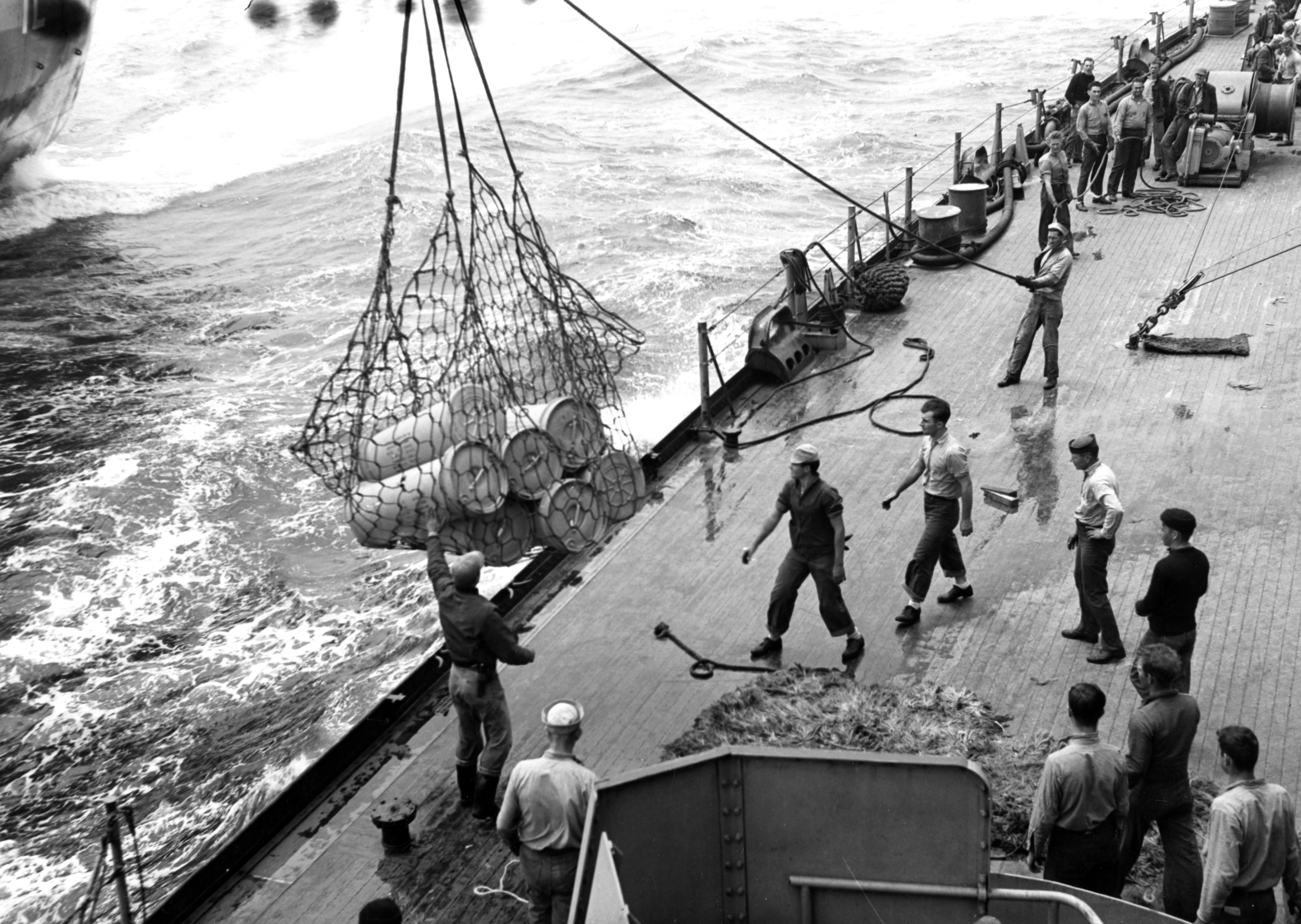
Imbarco di munizioni a bordo dell'Indiana durante le operazioni della corazzata al largo di Okinawa nell'aprile 1945

Il 30 agosto 1944 l'Indiana salpò da Eniwetok per unirsi alla flotta diretta a invadere l'arcipelago delle Palau, ma durante la navigazione accusò problemi all'apparato motore e il 14 settembre lasciò la formazione, dirigendo prima alla base di Manus e poi a Pearl Harbor; da qui la nave raggiunse il 23 ottobre i cantieri del Puget Sound Naval Shipyard nello Stato di Washington dove venne messa in bacino di carenaggio per lavori di revisione generale. L'unità tornò operativa il 30 novembre, rientrando quindi a Pearl Harbor il 12 dicembre seguente. Il 10 gennaio 1945 la corazzata lasciò la base hawaiana per riunirsi alla Fifth Fleet, diretta ad assaltare l'isola giapponese di Iwo Jima; il 24 gennaio l'Indiana impiegò i suoi grossi calibri per bombardare postazioni giapponesi sull'isola, raggiungendo poi il 26 gennaio la base di Ulithi nelle Caroline dove rimase fino all'inizio del mese successivo. Il 10 febbraio la corazzata si unì alla scorta della TF 58, le cui portaerei compirono nelle settimane seguenti svariate incursioni aeree contro obiettivi giapponesi nella zona di Tokyo nonché sulle isole di Iwo Jima, Haha-jima, Chichi-jima e Okinawa; il 3 marzo la nave fece sosta nella base di Ulithi.
Il 14 marzo 1945 l'Indiana tornò in mare con la TF 58, agendo sempre come parte della scorta di un gruppo di portaerei diretto questa volta a compiere attacchi alle basi giapponesi su Kyūshū iniziati il 17 marzo seguente; il 23 marzo la nave fece rotta per Okinawa, dove il giorno seguente bombardò con i suoi cannoni installazioni giapponesi a terra per poi passare a scortare i gruppi di portaerei in navigazione attorno all'isola, assaltata dalle forze statunitensi il 1º aprile seguente. L'Indiana continuò a incrociare al largo di Okinawa fino alla fine di aprile, proteggendo la flotta da attacchi aerei e sfuggendo varie volte senza danni ad attacchi di velivoli kamikaze, facendo infine rientro a Ulithi il 1º maggio. Il 12 maggio la corazzata riprese il mare di nuovo come scorta a un gruppo di portaerei diretto ad attaccare obiettivi nemici a Kyūshū; il 27 maggio la formazione passò sotto il controllo della United States Third Fleet. Il 5 giugno la Third Fleet fu investita da un violento tifone mentre navigava a sud di Okinawa: l'Indiana in particolare perse il controllo del timone quando l'acqua di mare si riversò attraverso le prese d'aria nella sala macchine, mandando in corto circuito il quadro elettrico principale; l'equipaggio fu in grado di riprendere il controllo dopo una mezz'ora, e la nave subì solo danni superficiali. La corazzata supportò quindi gli attacchi aerei a Kyūshū l'8 giugno, e nei due giorni seguenti bombardò per due volte postazioni giapponesi sull'isola di Minamidaitō; l'11 giugno gettò l'ancora nella baia di San Pedro nelle Filippine per rifornirsi.

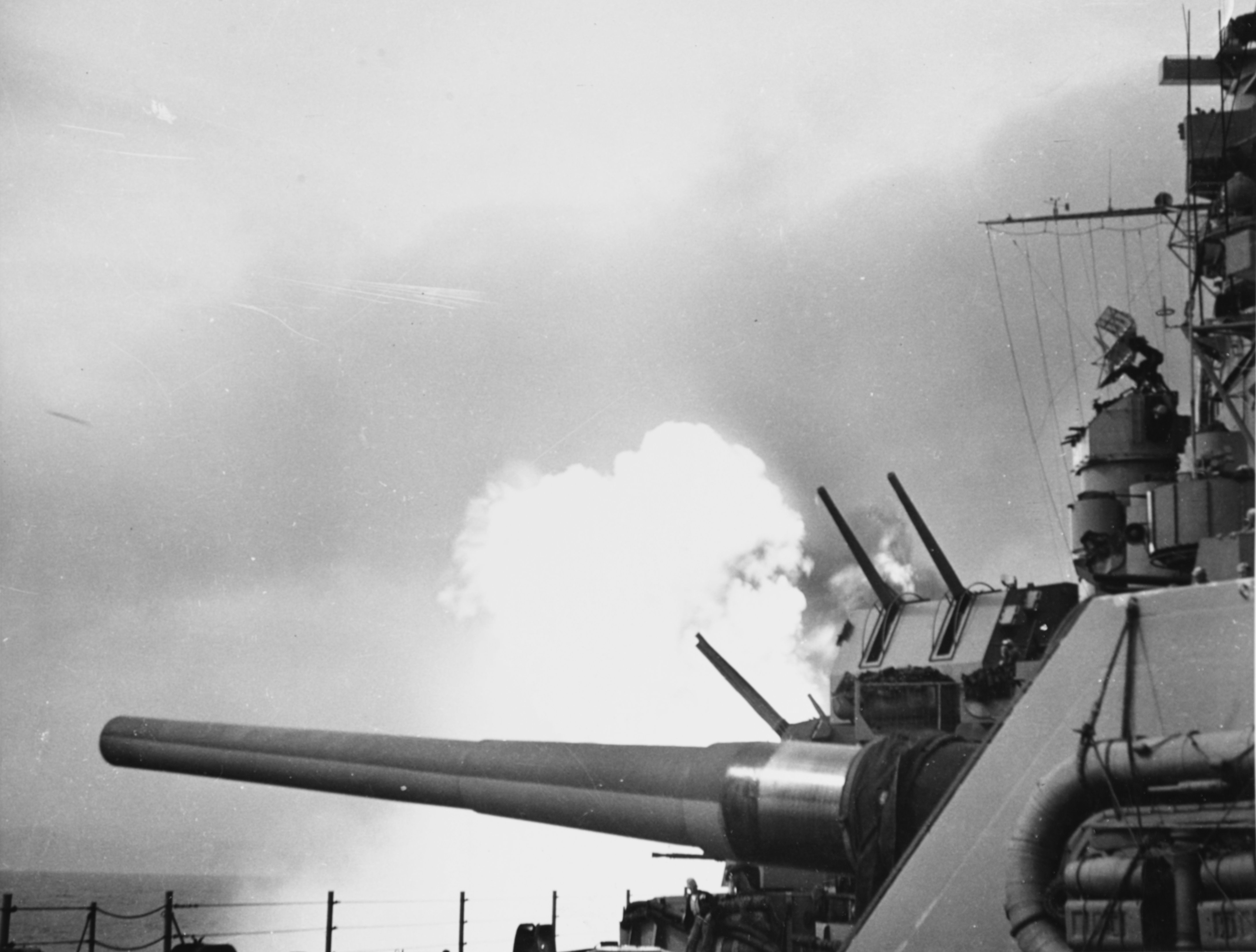
I cannoni da 406 mm dell'Indiana bombardano Kamaishi il 9 agosto 1945

La corazzata riprese il mare ai primi di luglio 1945, diretta a prendere parte alla campagna di bombardamenti navali contro il Giappone scatenata dalla Third Fleet. Il 14 luglio l'Indiana prese parte con altre due corazzate al primo bombardamento da parte delle navi di superficie statunitensi delle isole dell'arcipelago giapponese, cannoneggiando con i suoi grossi calibri gli impianti industriali di Kamaishi nel nord di Honshū; dopo aver supportato una serie di attacchi delle portaerei statunitensi, il 29 luglio la corazzata tornò a impiegare i suoi grossi calibri contro un obiettivo a terra, bombardando con altre unità le industrie di Hamamatsu lungo la costa meridionale di Honshū. Il 9 agosto infine l'Indiana partecipò all'ultimo dei bombardamenti navali del Giappone, cannoneggiando di nuovo con altre corazzate gli impianti industriali di Kamaishi.

### Il dopoguerra
Il 15 agosto 1945, mentre era in rotta con la Third Fleet per condurre altri attacchi nella zona di Tokyo, l'Indiana ricevette la notizia dell'avvenuta resa del Giappone. Dopo essere rimasta a incrociare al largo delle isole giapponesi, la corazzata supportò il 30 agosto gli sbarchi incontrastati dei primi reparti di occupazione statunitensi in Giappone; il 5 settembre seguente l'Indiana gettò l'ancora nella baia di Tokyo, dove imbarcò un contingente di prigionieri di guerra alleati appena liberati dai campi di detenzione giapponesi. Il 15 settembre la nave lasciò il Giappone, attraversando tutto il Pacifico fino a raggiungere Pearl Harbor il 22 settembre e quindi San Francisco il 29 settembre; qui la nave fu messa in bacino di carenaggio all'Hunters Point Naval Shipyard per una revisione completa.
Completata la revisione il 31 ottobre 1945, la corazzata si trasferì al Puget Sound Naval Shipyard il 15 novembre, dove scaricò tutti i materiali infiammabili e le munizioni rimaste a bordo. Passata alla flotta di riserva della United States Pacific Fleet il 29 marzo 1946, la nave fu ritirata dal servizio attivo l'11 settembre 1948 rimanendo attraccata inoperosa ai moli di Puget Sound. L'Indiana fu infine ufficialmente cancellata dai registri navali della US Navy il 1° giugno 1962; il 6 settembre 1963 lo scafo fu venduto per la demolizione alla ditta Nicolai Joffe Corp. di Beverly Hills, venendo trainato il mese successivo nel porto di Richmond in Virginia dove ebbero inizio i lavori di smantellamento.
Grazie all'interessamento di vari volontari, parti della corazzata vennero salvate dalla demolizione e preservate come memoriali: tra questi, l'ancora della corazzata venne conservata presso l'Allen County War Memorial Coliseum di Fort Wayne, la campana presso l'Heslar Naval Armory di Indianapolis, l'albero maestro presso il Memorial Stadium dell'Università dell'Indiana a Bloomington e la grande ruota del timone presso la Shortridge High School sempre a Indianapolis.